# Lichtenberger SC Brandenburg 02
Der Lichtenberger Sportclub Brandenburg 02, ursprünglich Friedrichsberger Sportclub Brandenburg 02 genannt, war ein Fußballverein aus Berlin der zunächst unter dem Dach des DFB und von 1919 bis 1933 in der Arbeitersportbewegung spielte.

## Geschichte
Der Verein wurde 1902 in der damals eigenständigen Stadt Lichtenberg gegründet. Die ursprüngliche Herkunftsbezeichnung bezog sich auf den Lichtenberger Stadtteil Friedrichsberg, dessen Name heute weitgehend in Vergessenheit geraten ist. Der Verein gehörte zunächst dem Märkischen Fußball-Bund an. 1908 erreichte der Verein in der 2. Klasse des MFB den sechsten und 1909 den zweiten Platz. In der Saison 1910 gelang der Aufstieg in die 1. Klasse, in der 1911 der siebte Platz erreicht wurde. Dies war nicht ausreichend für die Einstufung in die höchste Spielklasse des 1911 gegründeten VBB, in der ab 1912 alle Berliner Spitzenmannschaften zusammengefasst wurden. Über das Abschneiden in den folgenden Jahren ist nichts bekannt.
1919 wechselte der Verein in den regionalen Arbeitersportverband, die Märkische Spielvereinigung, und trat seitdem als Lichtenberger Sportclub Brandenburg 02 an. In der Saison 1921/22 errang der Verein die Meisterschaft der Märkischen Spielvereinigung durch ein 2:1 im Finale gegen den SC Adler Pankow.
Brandenburg 02 war dadurch für die ostdeutsche Meisterschaftsendrunde des ATSB qualifiziert und schlug zunächst am 21. Mai 1922 die FT Stettin-Nemitz in Stettin mit 4:0. Im Endspiel der ostdeutschen Meisterschaft im Arbeiterfußball am 25. Juni 1922 im Stadion Lichtenberg schlug Brandenburg 02 den TV Eichenkranz Eulo. Im Halbfinale der reichsweiten ATSB-Meisterschaftsendrunde unterlag der Verein am 23. Juni 1922 in Leipzig dem VfL Stötteritz, der bereits 1921 die Deutsche ATSB-Meisterschaft gewonnen hatte, mit 0:3.
In den Folgejahren konnte der Verein keine weiteren Erfolge erreichen. Der Verein spaltete sich 1928 mit den anderen Vereinen der Märkischen Spielvereinigung vom sozialdemokratisch dominierten ATSB ab. Von 1930 bis Februar 1933 gehörte die Märkische Spielvereinigung zur KPD-nahen Kampfgemeinschaft für Rote Sporteinheit („Rotsport“). Nach der Machtergreifung der Nationalsozialisten wurde der Verein zur Auflösung gezwungen. Seine Mitglieder wechselten zum Teil in den 1923 gegründeten Lichtenberger SC Germania 1923. Als Nachfolgeverein des LSC Germania nach dem Zweiten Weltkrieg gilt wiederum der heutige SV Lichtenberg 47.

## Spielstätten
Als Spielstätten sind verschiedene Sportplätze in Lichtenberg sowie ab 1930 der Sportplatz Rhinstraße in Berlin-Friedrichsfelde überliefert.